# Félix Vicq d'Azyr
Félix Vicq d'Azyr (Valognes, 23 aprile 1748 – Parigi, 20 giugno 1794) è stato un anatomista e medico francese scopritore dell'anatomia comparata e della teoria dell'omologia in biologia.

## Biografia
Vicq d'Azyr era figlio di un medico. Si laureò in medicina all'Università di Parigi e divenne un brillante anatomista umano ed animale.
Dal 1773 Vicq d'Azyr tenne un corso di anatomia molto noto presso il Jardin du Roi, attualmente il Museo di Storia Naturale, a Parigi. Nel 1774 fu eletto membro della Académie des Sciences, con il sostegno del suo amico Condorcet. Nella sua veste si occupò di scrivere gli elogi dei suoi colleghi e questa attività, compiuta con grande talento, gli valse l'affiliazione a vita all'Accademia di Francia nel 1788. Allo scoppio di un'epidemia in Guyana fu incaricato di scrivere una relazione, di fare delle proposte e metterle in atto. Seguendo la precoce percezione della responsabilità dello Stato negli affari sanitari, sostenuta da Anne-Robert-Jacques Turgot, propose la creazione della Société Royale de Médecine. Nel 1775, Vicq d'Azyr ne divenne segretario perpetuo. Sotto la sua guida, la Société in più di 16 anni, mise assieme una grande massa di dati e informazioni sulle malattie, i medici, l'economia e le risorse alimentari.
Egli fu l'ultimo medico della regina Maria Antonietta, che cercò di proteggere. Fu inoltre professore di medicina veterinaria presso la Scuola di Alfort e Sovrintendente delle epidemie.
Come anatomista fu uno dei primi ad utilizzare le sezioni coronali del cervello e l'uso di alcol per aiutare la dissezione. Ha descritto il locus ceruleus, il locus niger nel cervello, nel 1786, e la banda di Vicq d'Azyr, un sistema di fibre tra lo strato granulare esterno e lo strato piramidale esterno della corteccia cerebrale, così come il tratto mammillo-talamico, che porta il suo nome. I suoi studi sistematici della circonvoluzione cerebrale divennero un classico e Vicq d'Azyr è stato uno dei primi neuroanatomisti. Ha studiato i nuclei grigi profondi del cervello ed i gangli della base. Ha partecipato alla stesura della Seconda Enciclopedia.
Vicq d'Azyr morì per cause incerte, il 20 giugno 1794, durante il periodo del Terrore.

## Opere

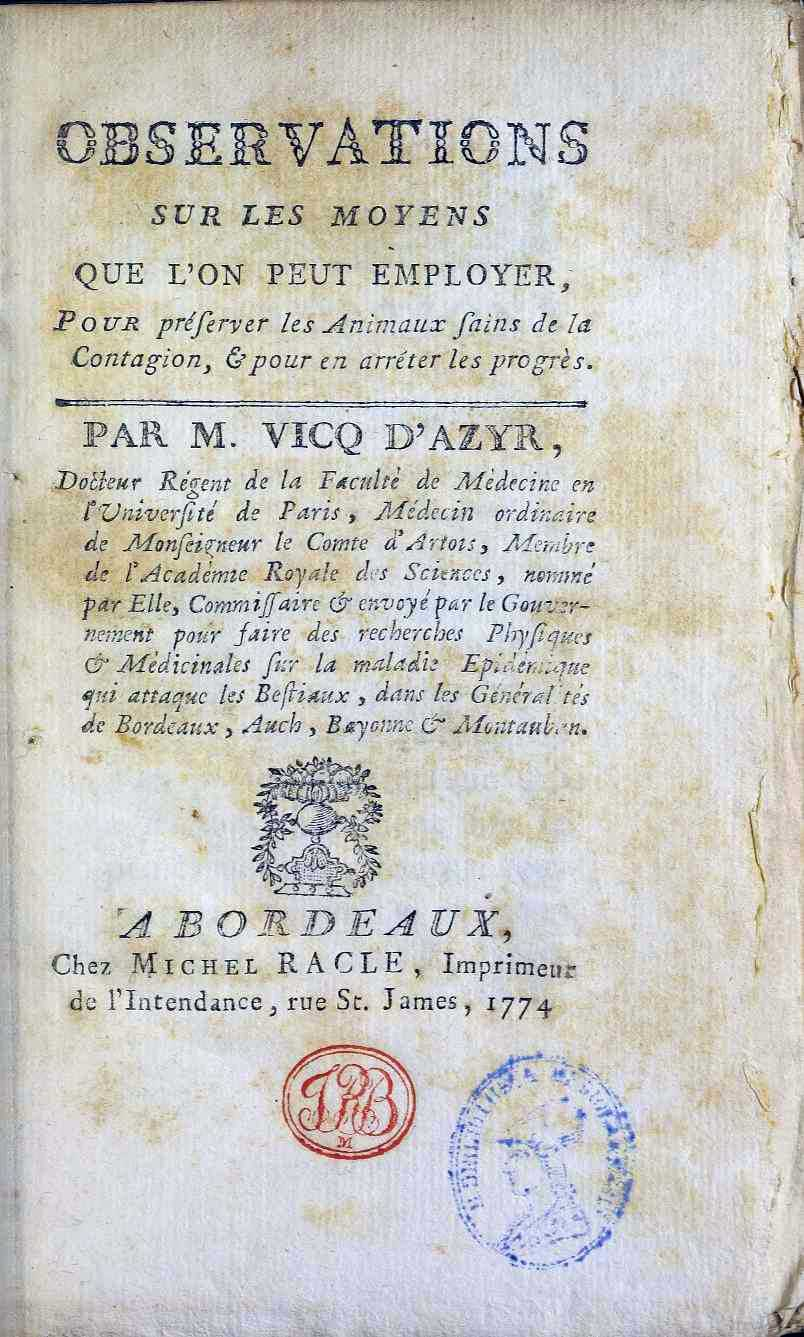
Observations sur les moyens que l'on peut employer, pour préserver les animaux sains de la contagion, et pour en arréter les progrès, 1774

- (FR) Observations sur les moyens que l'on peut employer, pour préserver les animaux sains de la contagion, et pour en arréter les progrès, Bordeaux, Michel Racle, 1774.
- (FR) Instruction sur la maniere de désinfecter les cuirs des bestiaux morts de l'epizootie, Paris, Imprimerie Royale, 1775.
- (FR) Exposé des moyens curatifs & préservatifs qui peuvent être employés contre les maladies pestilentielles des bêtes à cornes, Paris, François Gabriel Merigot, 1776.
- Éloges
- Mémoires sur l'Anatomie Humaine et Comparée
- Traité d'Anatomie et de Physiologie
- Système Anatomique des Quadrupèdes